# 越南凤仙花
越南凤仙花（学名：Impatiens musyana）为凤仙花科凤仙花属下的一个种。

## 扩展阅读
- 維基物種上的相關：越南凤仙花